# 타마리스크저드
타마리스크저드(Meriones tamariscinus)는 쥐과 메리오네스속에 속하는 설치류의 일종이다. 중국과 몽골, 카자흐스탄, 키르기스스탄, 러시아, 투르크메니스탄, 우즈베키스탄에서 발견된다.